# ФИДЕ Албум
ФИДЕ Албум је публикација Светске федерације за проблемски шах (WFCC) која садржи збирку најбољих шаховских композиција у периоду од три године. Објављена су 22 ФИДЕ Албума. Први, који обухвата период 1956-58 објављен је 1961., а најновији, ФИДЕ Албум 2007-2009, у августу 2015. Укупан број шаховских проблема у свим албумима је преко 23000 од више од 2000 аутора.
Уредник првог ФИДЕ Албума био је Ненад Петровић, у издању Шаховског савеза Хрватске (Југославија) и "Шаховске накладе", Загреб. Албуми се издају под поровитељством ФИДЕ. ФИДЕ Албуми 2004-2006 и 2007-2009 издати су у Братислави 
ФИДЕ Албум 2007-2009 има 640 страница, 1426 дијаграма од 312 аутора.
Априла 2015. судије су завршиле обиман посао оцењивања проблема који конкуришу за ФИДЕ Албум 2010-2012. 
Рок за слање композиција за Албум 2013 - 2015 је 1. јун 2016.

## Секције
Данас постоји осам секција у Албуму:
- двопотези (мат у 2 потеза)
- тропотези (мат у 3 потеза)
- вишепотези (мат у више од 3 потеза)
- шаховске студије
- самоматови
- помоћни матови, подељени у 3 подсекције: (у 2 , у 2,5 и 3 потеза и преко 3 потеза)
- вилињи шах
- ретро и шаховско-математички проблеми

## Избор проблема
Шаховски композитори лично шаљу своје најбоље композиције објављене у периоду датом у распису за Албум. 
Свака секција има директора и три судије. Сваки судија, по прописаном критеријуму, додељује 0-4 поена сваком проблему. Композиције са најмање 8 бодова одабране су у Албум. Ако је број проблема који имају збирну оцену 8 или већу мањи од очекиваног, могу се у Албум укључити и они који имају 7,5 поена.

## Међународне титуле у шаховској композицији
Међународне титуле за шаховске композиторе се додељују у складу са бројем Албум поена. Поен се додељује аутору за сваки проблем у Албуму (1,67 поена за шаховску студију). У заједничким композицијама поени се деле према броју аутора. Границе за титуле су:
| Титуле у шаховској композицији | Потребни поени |
| ------------------------------ | -------------- |
| велемајстор                    | 70             |
| интернационални мајстор        | 25             |
| ФИДЕ мајстор                   | 12             |

### Рангирање шаховских композитора
Првих 20 у ФИДЕ Албумима 1914 - 2012
| Композитор           | Земља               | Поени  |
| -------------------- | ------------------- | ------ |
| Петко Петков         | Бугарска            | 454,25 |
| Мишел Кајо           | Француска           | 329,57 |
| Живко Јаневски       | Македонија          | 256,00 |
| Ханс Петер Рем       | Немачка             | 253,44 |
| Михаил Марандјук     | Украјина            | 241,66 |
| Јаков Владимиров     | Русија              | 230,00 |
| Валентин Руденко     | Украјина            | 216,75 |
| Фадил Абдурахмановић | Босна и Херцеговина | 204,33 |
| Виктор Чепижниј      | Русија              | 199,50 |
| Генрих Каспарјан (†) | Јерменија           | 175,83 |
| Давид Гургенидзе     | Грузија             | 175,56 |
| Андреј Селиванов     | Русија              | 175,24 |
| Елтје Висерман (†)   | Холандија           | 170,00 |
| Милан Вукчевић (†)   | САД                 | 162,67 |
| Марјан Ковачевић     | Србија              | 157,34 |
| Александр Кузовков   | Русија              | 151,67 |
| Владимир Брон (†)    | Русија              | 146,83 |
| Жан-Марк Лусто       | Француска           | 146,17 |
| Олег Перваков        | Русија              | 144,64 |
| Лев Лошинскиј (†)    | Русија              | 142,86 |
Српски проблемисти у ФИДЕ Албумима (закључно са Албумом ФИДЕ 2010-2012)
| Проблемиста             | Проблеми | Поени  | Активан |
| ----------------------- | -------- | ------ | ------- |
| Марјан Ковачевић        | 167      | 157,34 | да      |
| Миодраг Младеновић      | 95       | 90,17  | дa      |
| Милан Велимировић       | 87       | 84,17  | не      |
| Драган Стојнић          | 53       | 50.83  | да      |
| Здравко Маслар          | 50       | 39.31  | да      |
| Борислав Гађански       | 24       | 23     | да      |
| Миливој Нешић           | 25       | 22.5   | не      |
| Вукота Николетић        | 18       | 16.5   | не      |
| Слободан Младеновић     | 12       | 10.7   | не      |
| Мирослав Стошић         | 10       | 10     | не      |
| Михаило Стојнић         | 9        | 9      | да      |
| Александар Атанасијевић | 8        | 8      | не      |
| Драган Љ. Петровић      | 8        | 8      | да      |
| Бранислав Ђурашевић     | 5        | 4.5    | да      |
| Миломир Бабић           | 4        | 3.67   | да      |
| Мирко Миљанић           | 2        | 3.33   | да      |
| Дарко Хлебец            | 2        | 3.33   | да      |
| Милош Томашевић         | 6        | 3.17   | не      |
| Мирослав Суботић        | 4        | 3      | да      |
| Радован Томашевић       | 7        | 2.92   | да      |
| Богдан Цвејић           | 2        | 2      | не      |
| Стеван Ђулинац          | 2        | 2      | не      |
| Станко Миленковић       | 2        | 2      | не      |
| Петар Иванић            | 2        | 2      | не      |
| Жива Томић              | 2        | 2      | не      |
| Дарко Шаљић             | 2        | 2      | да      |
| Миодраг Радомировић     | 2        | 2      | да      |
| Живко Миловановић       | 2        | 1.5    | не      |
| Светислав Јанићијевић   | 1        | 1      | да      |
| Миомир Недељковић       | 1        | 1      | не      |
| Мирко Марковић          | 1        | 1      | да      |
| Игор Спирић             | 1        | 1      | да      |
| Бранко Атанацковић      | 1        | 0.5    | не      |
| Небојша Јоксимовић      | 1        | 0.5    | да      |
| Драган Љубомировић      | 1        | 0.5    | да      |
| Срећко Радовић          | 1        | 0.5    | да      |
| Слободан Шалетић        | 1        | 0.5    | да      |
| Раде Благојевић         | 1        | 0.5    | да      |
| Љубиша Папић            | 1        | 0.5    | да      |
| Томислав Петровић       | 1        | 0.25   | да      |